# Франсіско Солано Лопес
Франсіско Солано Лопес Карільйо (ісп. Francisco Solano López Carrillo; 24 липня 1827, Манора, Асунсьйон, Парагвай — 1 березня 1870, Серро Кора, Амабай, Парагвай) — парагвайський державний діяч, маршал армій Республіки (Mariscal de los Ejércitos de la República) (5 березня 1865), Воєнний міністр Парагваю (1855—1862), тимчасовий виконувач обов'язків Президента (віцепрезидент) від 10 вересня до 16 жовтня 1862, від 16 жовтня 1862 до 15 серпня 1869 — президент Парагваю (усунений з посади, але продовжував виконувати обов'язки до своєї смерті). Був старшим сином президента Карлоса Антоніо Лопеса, від якого й успадкував посаду лідера країни. Загинув у бою.
Вважається честолюбним, можливо самовпевненим, і можливо божевільним, та звичайно розцінюється як людина, що в найбільшій мірі відповідала за Війну Потрійного Альянсу. Він є національним героєм країни